# Альошин Володимир Олексійович
Володимир Олексійович Альошин (12 січня 1945, Горький, СРСР) — радянський хокеїст і український дитячий хокейний тренер. Заслужений працівник фізичної культури і спорту України.

## Спортивна кар'єра
Вихованець горьківського «Торпедо». Одинадцять сезонів захищав кольори київських команд «Динамо» і «Сокіл». У вищій лізі провів 156 матчів (13+3), у першій — понад 220 (46+12). У складі студентської збірної СРСР здобував перемоги на Універсіадах 1966 і 1968 років.
Після завершення ігрової кар'єри працює дитячим тренером. У грудні 2008 року указом Президента України Віктора Ющенка були відзначені представники вітчизняного хокею. Зокрема, Володимир Альошин — почесним званням «Заслужений працівник фізичної культури і спорту України».

## Статистика
| Сезон   | Команда         | Ліга      | І  | Г | П | 0  | Штр |
| ------- | --------------- | --------- | -- | - | - | -- | --- |
| 1964-65 | «Динамо» (Київ) | перша     | 40 | 8 | 2 | 10 | 20  |
| 1965-66 | «Динамо» (Київ) | вища      | 36 | 1 | 1 | 2  | 12  |
| 1966-67 | «Динамо» (Київ) | вища      | 42 | 4 | 1 | 5  | 20  |
| 1967-68 | «Динамо» (Київ) | вища      | 29 | 2 | 1 | 3  | 8   |
| 1968-69 | «Динамо» (Київ) | вища      | 9  | 0 |   |    |     |
| 1968-69 | «Динамо» (Київ) | перехідна |    | 6 |   |    |     |
| 1969-70 | «Динамо» (Київ) | вища      | 40 | 6 |   |    |     |
| 1970-71 | «Динамо» (Київ) | перша     | 48 | 8 |   |    | 26  |
| 1971-72 | «Динамо» (Київ) | перша     | 48 | 9 | 6 | 15 | 25  |
| 1972-73 | «Динамо» (Київ) | перша     | 30 | 7 | 1 | 8  | 24  |
| 1973-74 | «Сокіл» (Київ)  | перша     | 44 | 6 | 1 | 7  | 31  |
| 1974-75 | «Сокіл» (Київ)  | перша     | 10 | 2 | 2 | 4  | 0   |